# Jovan Živanović
Jovan Živanović (en serbe cyrillique : Јован Живановић), né le 20 janvier 1924 à Zemun au Royaume des Serbes, Croates et Slovènes et mort le 11 avril 2002 à Belgrade en Yougoslavie, est un réalisateur et scénariste de cinéma serbe yougoslave,,. 

## Filmographie

### Réalisateur
- 1958 : Te noći (sr)
- 1961 : Une jeune fille étrange (Čudna devojka)
- 1963 : L'Île du désir (sr) (Ostrva)
- 1965 : Gorki deo reke (sh)
- 1966 : Kako su se voleli Romeo i Julija? (sh)
- 1968 : Uzrok smrti ne pominjati (sh)
- 1972 : I Bog stvori kafansku pevačicu (sh)
- 1975 : Naivko (sh)
- 1979 : Radio Vihor zove Anđeliju (sh)